# Mastax thermarum egorovi
Mastax thermarum egorovi é uma subespécie de carabídeo, pertencente à espécie M. thermarum, com distribuição restrita à Rússia.

## Distribuição
A subespécie tem distribuição restrita à Província Marítima.